# 三年式140公厘艦炮
三年式140公厘艦炮（日语：50口径三年式14cm砲）是日本帝國海軍在第一次世界大戰期間開發的中口徑艦炮，也是在1945年日本戰敗前帝國海軍最普及的中口徑火炮，大量配備在軍艦及防衛據點使用。

## 簡介
日本在日英同盟締結之後獲得英國大量技術轉移等各式支援，日本也為它們的軍艦配備上全英式武裝，以及向英國採購最新型的金剛級戰艦全套技術提升國內軍工業水準。原本在金剛級上配備的維克斯Mark M 152公厘艦炮經過日本自行實證後，海軍高層承認了國內士兵體格無法和西方國家相較，45.36公斤的炮彈太重，人力搬運、裝彈的編制狀況下射速太差。
為解決中口徑火炮射速問題，日本在1914年4月24日決定將152公厘艦砲縮小，以火力投射總量取勝，新型炮口徑訂於140公厘（5.5英吋），設計由四一式縮小，發射藥室容積為23立方公尺，發射壓力每平方公分2,900-2,910公斤，為一款除了口徑縮小外其餘技術規格不打折扣的新式武器，因此很快地就完成相關製造；雖然140公厘炮彈藥重量只剩38公斤，但是在射擊效率上最快可達每分鐘10發（380公斤），不弱於一戰時期最優秀才每分鐘7發（315公斤）的152公厘艦砲投射能力。而當時普及的半穿甲彈破壞力足以擊毀防護巡洋艦以下的中小型船隻，隨後三年式艦炮便大量配備在日本戰艦副炮、輕巡洋艦主炮上；古鷹級重巡洋艦在1910年代尚以偵查巡洋艦方案設計時也計劃運用140公厘炮。無獨有偶，1913年英國也在希臘海軍要求下開發同樣是口徑140公厘的第一型5.5英吋艦炮，並且在胡德號戰鬥巡洋艦上運用，該型炮運用更輕的彈藥達成每分鐘12發的高射速，多少證明一戰時期152公厘艦炮操作時的諸多限制以及當時對巡洋艦主要戰鬥任務需求。
日本海軍原定在第一次世界大戰結束後，為新的八八艦隊計畫開發新型140公厘艦炮，新艦炮完成了3門原型。新型炮炮管長達55倍徑、最大仰角達30度、藥室容積有25立方公尺的「I型」與30立方公尺的「I2型」等測試版本，最大射程可達20,900公尺以上，但是在八八艦隊計劃中止後，同時中止新型炮研發，研製經驗成果則在後來服役的新型艦上沿用。
三年式的設計原始需求是為了符合人力裝彈所需，然而在機械動力補助上彈逐漸成熟，加上倫敦海軍條約規範輕巡洋艦主炮口徑上限可達155公厘後，140公厘的尺寸設計則顯得落伍；因此日本後續開發了三年式155公厘艦炮，對140公厘炮的關注就只有更換炮彈，沒有對它有完整的改良。

## 細節差異
本型艦炮最早是由四一式縮小尺寸而出現，它繼承了幾乎所有四一式的特徵，包括主炮製程、倍徑、及壽命、分離式裝藥設計，也包括遷就戰艦防禦設計使砲架最大仰角侷限在20度的限制。裝置在戰艦用於驅趕中小型艦艇的平射副炮時問題不明顯，但是使用在巡洋艦主炮時就很糟糕，因為三年式艦炮在20度仰角時射程只有15,800公尺，不夠和世界列強巡洋艦的152公厘主炮抗衡。因此在每批次製造時，三年式艦炮都有逐漸提升艦炮仰角的計畫，使得雖然主炮炮管相同，但個級艦艇可用射程略有出入，但裝彈限制一直被設定在只能於仰角20度以下。
以單裝炮來說，1910年代製造的天龍級輕巡洋艦使用的型號為「D型」炮架，仰角只能到20度，同型炮在伊勢級戰艦上也有使用；但1920年代初長良級輕巡洋艦與球磨級、長門級戰艦使用的140公厘單裝炮仰角已提高到25度，射程可達17,500公尺；1920年代中期服役的川內級輕巡洋艦與夕張號輕巡洋艦採用之「D3型」炮架已經引進部分改良新型炮技術，仰角提高到30度，射程達19,100公尺，伊勢級戰艦在1930年代現代化改造時也是換上同型武器。
而三年式艦砲最終版本在1930年代末期配備，仰角可達35度，射程有20,574公尺。本型炮則是提供給現代化工程的長門級戰艦與香取級訓練巡洋艦使用。搭配九一式定時引信，可提供聊勝於無的防空能力。
| 可用彈藥 |                        |                         |                  |          |                                                |
| 類型     | 型號                   | 重量，公斤（彈體/彈頭） | 彈頭裝藥         | 服役時間 | 備註                                           |
| 半穿甲彈 | 被帽普通彈             | 38                      | 苦味酸，2公斤    | 1916年   | 彈頭長55公分                                   |
| 訓練彈   | 演習彈                 |                         |                  | 1919年   |                                                |
| 照明彈   | 星彈(後改名為照明彈甲) |                         |                  | 1926年   | 燃燒時間可依引信調整30秒或50秒模式             |
| 半穿甲彈 | 被冒普通彈改一         | 38                      | 苦味酸，2公斤    | 1934年   | 彈頭長55.4公分，可使用九一式定時引信           |
| 照明彈   | 照明彈乙               |                         | 1.78公斤         | 1938年   | 可使用九一式定時引信，燃燒時間30秒             |
| 半穿甲彈 | 零式普通彈             | 38                      | 苦味酸，2.86公斤 | 1940年   | 彈頭長55.4公分、對空時可造成半徑20公尺殺傷範圍 |
| 半穿甲彈 | 二式普通彈             | 38                      | 苦味酸，2.6公斤  | 1942年   |                                                |
| 反潛炮彈 | 對潛彈甲               | 42                      | 2.86公斤         | 1943年   | 平頭彈，彈頭長57.3公分                         |

## 配備軍艦
單裝炮
大型戰艦：伊勢級戰艦、長門級戰艦、鳳翔號航空母艦
巡洋艦：天龍級輕巡洋艦、球磨級輕巡洋艦、長良級輕巡洋艦、川內級輕巡洋艦、夕張號輕巡洋艦、報國丸級偽裝巡洋艦、逸仙號輕巡洋艦
勤務艦艇：野間號油輪、知床級油輪、神威號水上飛機母艦、隱戶級油輪、巖島號佈雷艦
聯裝炮
巡洋艦：夕張號輕巡洋艦、寧海級輕巡洋艦、香取級訓練巡洋艦
勤務艦艇：日進號水上飛機母艦、迅鯨級潛水艇母艦、沖島號佈雷艦

## 外部連結
- 14 cm/50 3rd Year Type on navweaps.com（页面存档备份，存于）

1. ↑  国本康文「50口径3年式14センチ砲」『歴史群像 軽巡球磨・長良・川内型』P130-131